# Ballana rara
Ballana rara är en insektsart som beskrevs av Delong 1964. Ballana rara ingår i släktet Ballana och familjen dvärgstritar. Inga underarter finns listade i Catalogue of Life.